# Spy Hard
Spy Hard è un singolo di "Weird Al" Yankovic ed è una delle sue poche canzoni originali.
Il singolo non è stato inciso in nessun album ma nel 2017 venne inserito per la prima volta nella raccolta Medium Rarities.

## Significato
La canzone è stata la colonna sonora del film Spia e lascia spiare, infatti nel testo si possono sentire alcune citazioni.

## Tracce
1. Spy Hard – 2:49

## Il video
Nel video ci sono alcuni sfondi che cambiano colore e sono presenti delle sagome di persone, animali o oggetti e spesso compare Al vestito con un frac bianco.
Alla fine del video Al canta la nota finale talmente lunga che alla fine la sua testa esplode.